# میشا لویتزکی
میشا لویتزکی (اوکراینی: Міша Левицький؛ ۲۵ مهٔ ۱۸۹۸ – ۲ ژانویهٔ ۱۹۴۱) نوازنده پیانو اهل ایالات متحده آمریکا بود.